# Constantin Gruiescu
Constantin Gruiescu (Godeanu, Rumania; 24 de junio de 1945 – 22 de julio de 2024) fue un boxeador rumano de la categoría de peso mosca.

## Carrera

### Nacional
Fue cuatro veces campeón nacional de Peso mosca en 1967, 1968, 1971 y 1972, y subcampeón nacional en 1969 y 1973.

### Juegos Olímpicos
Participó en dos ediciones de Juegos Olímpicos, la primera de ellas fue en Múnich 1972 donde eliminó en la segunda ronda a Kemal Sonunur por decisión unánime, pero sería eliminado en la tercera ronda por el eventual ganador de la medalla de bronce Douglas Rodríguez de Cuba por decisión dividida.
Su segunda aparición fue en Montreal 1976 donde venció en la segunda ronda a Douglas Maina de Kenia por abandono, pero sería derrotado en la tercera ronda por el eventual campeón olímpico Leo Randolph de Estados Unidos.

### Campeonato Mundial
Fue medallista de bronce en el Campeonato Mundial de Boxeo Aficionado de 1974 celebrado en La Habana, Cuba.

### Campeonato Europeo
Fue campeón europeo en la edición de 1973 en Belgrado, Yugoslavia luego de vencer a Vicente Rodríguez Royán de España en la final. En 1975 fue subcampeón europeo luego de perder en la final ante Vladislava Sasypko de Unión Soviética en Katowice, Polonia; y fue medallista de bronce en la edición de 1971 en Madrid, España.